# Капитанщино
Капита́нщино — село Коренёвщинского сельсовета Добровского района Липецкой области.

## География
Стоит на берегах реки Босолук; в Капитанщино через неё переброшен мост. Здесь проходит автодорога — дублёр Чаплыгинского шоссе: Ссёлки — Большой Хомутец — Борисовка — Мичуринск. Дорога автотранспортом от Липецка до села занимает не более часа. Через село регулярно по расписанию ходят автобусы от автостанции «Сокол»: №132, №137, №139 и №240. Расстояние до центра сельсовета составляет 4,5 км на северо-восток, до села Доброе — 23 км по автодорогам на север.

## История
В селе Капитанщино найдены металлургический горн и керамика, принадлежавшие ранним славянам, жившим здесь в V веке нашей эры.
Основана деревня в начале XVIII века крестьянами соседнего села Коренёвщино. Владелец Коренёвщина Алексей Федорович Пушкин — прадед А. С. Пушкина в 1746 году вышел в отставку в чине капитана. От него и получило своё название село.
В 1862 году во владельческом сельце Малая Семёновка (Капитаньшино) 1-го стана Липецкого уезда Тамбовской губернии было 16 дворов, 148 мужчин и 156 женщин населения, почтовая станция, этапный дом, суконная фабрика и овчарно-мериносовый завод.
По данным начала 1883 года в сельце Бутырской волости Липецкого уезда проживало 354 собственника из помещичьих крестьян в 57 домохозяйствах (173 мужчины и 181 женщина). К сельцу относилось 250 десятин удобной надельной земли; имелось 55 лошадей, 103 головы КРС, 134 овцы и 4 свиньи. Имелась 1 лавка. Было 11 грамотных и 1 учащийся.
По сведениям 1888 года к сельцу также относилось имение дворянки М. А. Колачевой, занимавшее 647 десятин земли и частично сдававшееся.
В 1911 году здесь было 70 дворов великороссов-земледельцев, проживало 408 человек (199 мужчин и 209 женщин).
В 1926 году в деревне Бутырской волости Липецкого уезда — 111 дворов русских, 503 жителя (222 мужчины, 281 женщина).
До войны здесь насчитывалось 116 дворов.
По сведениям карты 1989 года в Капитанщино около 160 жителей.
В 2005 году в Капитанщино была заложена православная церковь в честь святого Георгия Победоносца, которую из-за её малых размеров часто именуют часовней. В нынешнее время в ней регулярно совершаются богослужения.

## Население
| 2006 | 2010 |
| ---- | ---- |
| 301  | ↗329 |

В 2002 году население села составляло 241 житель, 96 % — русские.
В 2010 году — 329 жителей (161 мужчина, 168 женщин).

## Инфраструктура
В селе 40 улиц (большинство из них — новой застройки) и 1 переулок. На территории села расположены два садоводческих товарищества, работают два магазина, один из них с дорожным ресторанчиком и бильярдом. В двух километрах езды вглубь деревни находится детский санаторий «Мечта» с общественным пляжем (на реке Воронеж) и летним кафе при нём. Имеется ещё один общественный пляж на территории садового товарищества «Строитель-4».